# Delfín (película)
 Delfín  es una película de Argentina filmada en colores dirigida por Gaspar Scheuer sobre su propio guion que se estrenó el 4 de julio de 2019 y que tuvo como actores principales a. Valentino Catania, Cristian Salguero, Paula Reca y Marcelo Subiotto.

## Sinopsis
Un joven que vive pobremente en un pueblo sueña con integrarse a una orquesta infantil.

## Reparto
Intervinieron en el filme los siguientes intérpretes:
- Valentino Catania
- Cristian Salguero
- Paula Reca
- Marcelo Subiotto

## Críticas
Pablo Suárez en el sitio web sublimeobsesion opinó:

”… cuidada y expresiva fotografía… la banda sonora… también es destacable….Formalmente, Scheuer es un director para tomar muy en cuenta….El gran problema acá es que todo está demasiado explicado, demasiado digerido para un espectador que no tiene que hacer mucho para completar la historia. Historia que, por otra parte, es relativamente predecible…. las interpretaciones del elenco son convincentes. En mayor o menor medida, uno les cree a estas personas… Aún siendo una película despareja es posible empatizar con sus personajes. Esto, sumado al diseño de imagen y sonido, la hacen llevadera. Aunque uno no puede dejar de preguntarse cuánto interesante sería con una narrativa con mayor profundidad y matices.

Juan Pablo Cinelli en Página 12 escribió:

” …Delfín navegará entre la fantasía de una infancia idealizada a lo Tornatore, un costumbrismo cándido y ese realismo rural moderadamente sucio en el que abreva buena parte de un cine argentino al que ya no se puede llamar nuevo. La combinación produce algo que bien podría llegar a definirse como realismo mágico ma non tropo. Scheuer abrirá unas cuantas subtramas… Algunas de esas líneas argumentales se sostendrán hasta el final. De otras el director se irá olvidando sin dar demasiadas explicaciones. Así, la película deja un gusto ambiguo. La sensación de que si Scheuer hubiera evitado abrir las líneas que pensaba abandonar para concentrarse en la aventura de su protagonista, y al mismo tiempo conseguía morigerar cierto tono de evocación melosa, Delfín hubiera ganado en contundencia narrativa.